# Rony Shapiama
Rony Rivan Shapiama Wickham (Villa El Salvador, 9 de enero de 2006) es un futbolista y exactor infantil peruano, conocido por haber interpretado a Paolo Guerrero en el biopic peruano Guerrero, rol por el cual fue elegido entre 5000 niños a través del programa concurso Buscando a Guerrero, transmitido por la cadena América Televisión en el año 2015.
Shapiama volvió a interpretar a Paolo Guerrero en la película La Foquita: El 10 de la calle en el año 2020, y formó parte de la división de menores del Club Deportivo Universidad de San Martín de Porres, jugando en la posición de delantero.
Además del papel en la ficción, ha participado en las siguientes producciones del canal América como Solo una madre (2017) y La rosa de Guadalupe Perú (2020) dentro del reparto principal.[cita requerida]
En el año 2025, fue encarcelado y condenado a prisión preventiva tras hallarse culpable del homicidio de un joven de 17 años en su ciudad natal Villa El Salvador, cometido en julio de 2024. La policía también sospecha que estuvo involucrado en el asesinato de otro adolescente de 15 años, cometido en septiembre de ese mismo año.

## Filmografía
Cine
- Guerrero (2016)
- Django: En el nombre del hijo (2019)
- La Foquita: El 10 de la calle (2020)

Televisión
- Solo una madre (2017)
- La rosa de Guadalupe Perú (2020)